# TMEM9B
TMEM9B (англ. TMEM9 domain family member B) – білок, який кодується однойменним геном, розташованим у людей на 11-й хромосомі. Довжина поліпептидного ланцюга білка становить 198 амінокислот, а молекулярна маса — 22 531.
| 10         |  | 20         |  | 30         |  | 40         |  | 50         |
| ---------- |  | ---------- |  | ---------- |  | ---------- |  | ---------- |
| MATLWGGLLR |  | LGSLLSLSCL |  | ALSVLLLAQL |  | SDAAKNFEDV |  | RCKCICPPYK |
| ENSGHIYNKN |  | ISQKDCDCLH |  | VVEPMPVRGP |  | DVEAYCLRCE |  | CKYEERSSVT |
| IKVTIIIYLS |  | ILGLLLLYMV |  | YLTLVEPILK |  | RRLFGHAQLI |  | QSDDDIGDHQ |
| PFANAHDVLA |  | RSRSRANVLN |  | KVEYAQQRWK |  | LQVQEQRKSV |  | FDRHVVLS   |

A: Аланін

C: Цистеїн

D: Аспарагінова кислота

E: Глутамінова кислота

F: Фенілаланін

G: Гліцин

H: Гістидин

I: Ізолейцин

K: Лізин

L: Лейцин

M: Метіонін

N: Аспарагін

P: Пролін

Q: Глутамін

R: Аргінін

S: Серин

T: Треонін

V: Валін

W: Триптофан

Кодований геном білок за функцією належить до фосфопротеїнів. 
Задіяний у такому біологічному процесі, як альтернативний сплайсинг. 
Локалізований у мембрані, лізосомі, ендосомах.